# 航头镇 (上海市)
航头镇是中国上海市浦东新区下辖的一个镇。面积60.4平方公里。户籍人口2.24万人（2008年）。2002年，下沙镇被并入航头镇。

## 行政区划
航头镇下辖航头居委会、下沙居委会、瑞和苑社区居委会、鹤鸣社区居委会、长达社区居委会、金色航城居委会、东升家园居委会、海桥村村委会、鹤鸣村村委会、长达村村委会、果园村村委会、福善村村委会、沉香村村委会、鹤东村村委会、沈庄村村委会、王楼村村委会、梅园村村委会、牌楼村村委会、航东村村委会、丰桥村村委会。